# John Freeman (1804-1866)
Pour les articles homonymes, voir John Freeman et Freeman.
John William Freeman, connu aussi sous le nom de John Freeman de Bourbon, en français : Jean de Bourbon, né le 5 décembre 1804 à Kensington (Londres) et mort le 26 août 1866 à Zurich, est le fils d'Amy Brown, la maîtresse de Charles-Ferdinand d'Artois, duc de Berry, second fils du roi Charles X. Frère de Charlotte et Louise de Bourbon, les deux filles légitimés de sa mère et du duc de Berry, John Freeman est considéré par certains comme le fils du duc et donc comme le demi-frère du comte de Chambord dit « Henri V ».
Ses partisans, fermant les yeux sur le mariage morganatique du duc de Berry et d'Amy Brown, reconnaissent John Freeman comme l'héritier légitime du trône de France. Il prend également le nom de Bourbon, créant ainsi la branche dite Freeman de Bourbon.

## Biographie

### Origines
De 1792 à 1797, le duc de Berry, en exil, sert dans l'armée de Condé puis passe en Grande-Bretagne. Là, il a une liaison avec Amy Brown (1783-1876) avec qui il a deux filles, dont il avouera publiquement l'existence sur son lit de mort. Elle rencontre le duc à Londres, en 1804, alors qu’elle n’a que vingt-et-un ans.

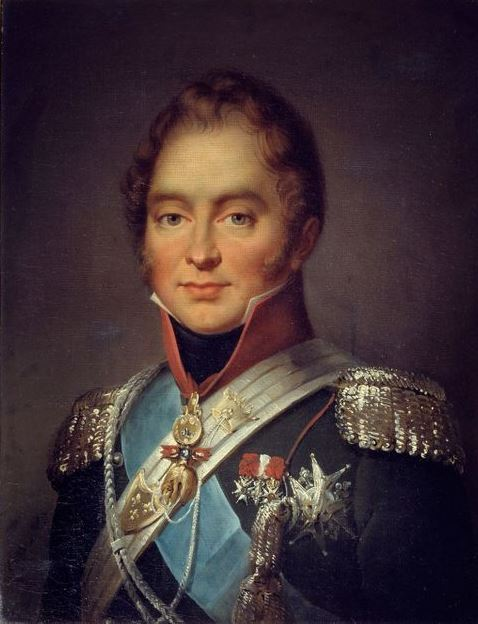
Charles-Ferdinand de France, duc de Berry, père présumé de John Freeman.

Des sources évoquent le possible mariage entre le duc et Amy, en 1806. Célébré par le père — protestant — de cette dernière, le mariage serait resté secret et la famille royale n’en aurait pas été informée.
Après la séparation avec le duc, Amy se marie en 1809 à un certain Freeman, avec qui elle aurait eu un enfant dénommé John, né le 5 décembre 1804. Ce dernier prétend par la suite être, tout comme ses sœurs : Charlotte comtesse d’Issoudun et Louise comtesse de Vierzon, le fils du duc de Berry. Il serait ainsi un descendant supposé du roi Charles X ainsi que le demi-frère aîné de Henri d'Artois, héritier légitime du trône de France après son grand-père (Charles X) et son oncle (Louis XIX).

### Descendance
John Freeman épouse Sophie de Blonay, issue de la noblesse française (1823-1898), avec laquelle il a deux enfants :
- Maria-Amy Freeman (1844-1901), épouse de Louis d'Eichthal, capitaine et conseiller général du Loiret, fils d'Adolphe d'Eichthal ;
- William Louis Freeman (1855-1907), marié en 1898 à Marie-Januaria de Bourbon des Deux Siciles (10 janvier 1870 - 6 novembre 1941), fille de Louis de Bourbon-Siciles (1845-1909), comte de Roccaguglielma, et de son épouse morganatique Maria-Amelia Bellow-Hamel y Penot (1847-1914)[5].

### Prétentions
Se déclarant fils légitime de l'union entre sa mère et le duc de Berry, John Freeman, qui se fait désormais appeler Jean de Bourbon, se prétend l'héritier présomptif de son demi-frère, le comte de Chambord, qui n'a pas de descendance. Mettant en avant un potentiel mariage entre Charles-Ferdinand et Amy Brown, certains considèrent alors John Freeman comme le véritable héritier légitime en tant que premier petit-fils de Charles X.
En 1866, à sa mort, Freeman transmet ses droits à son fils, William Louis, qui revendique la succession de son présumé oncle, en 1883. Par la suite, et même après sa mort, ses descendants poursuivent ses revendications et sont des prétendants au trône de France.